# Bia alienata
Bia alienata är en törelväxtart som beskrevs av Ferdinand Didrichsen. Bia alienata ingår i släktet Bia och familjen törelväxter. Inga underarter finns listade i Catalogue of Life.